# 14831 Ґентілеші
14831 Ґентілеші (14831 Gentileschi) — астероїд головного поясу, відкритий 22 січня 1987 року.
Тіссеранів параметр щодо Юпітера — 3,379.